# Hail

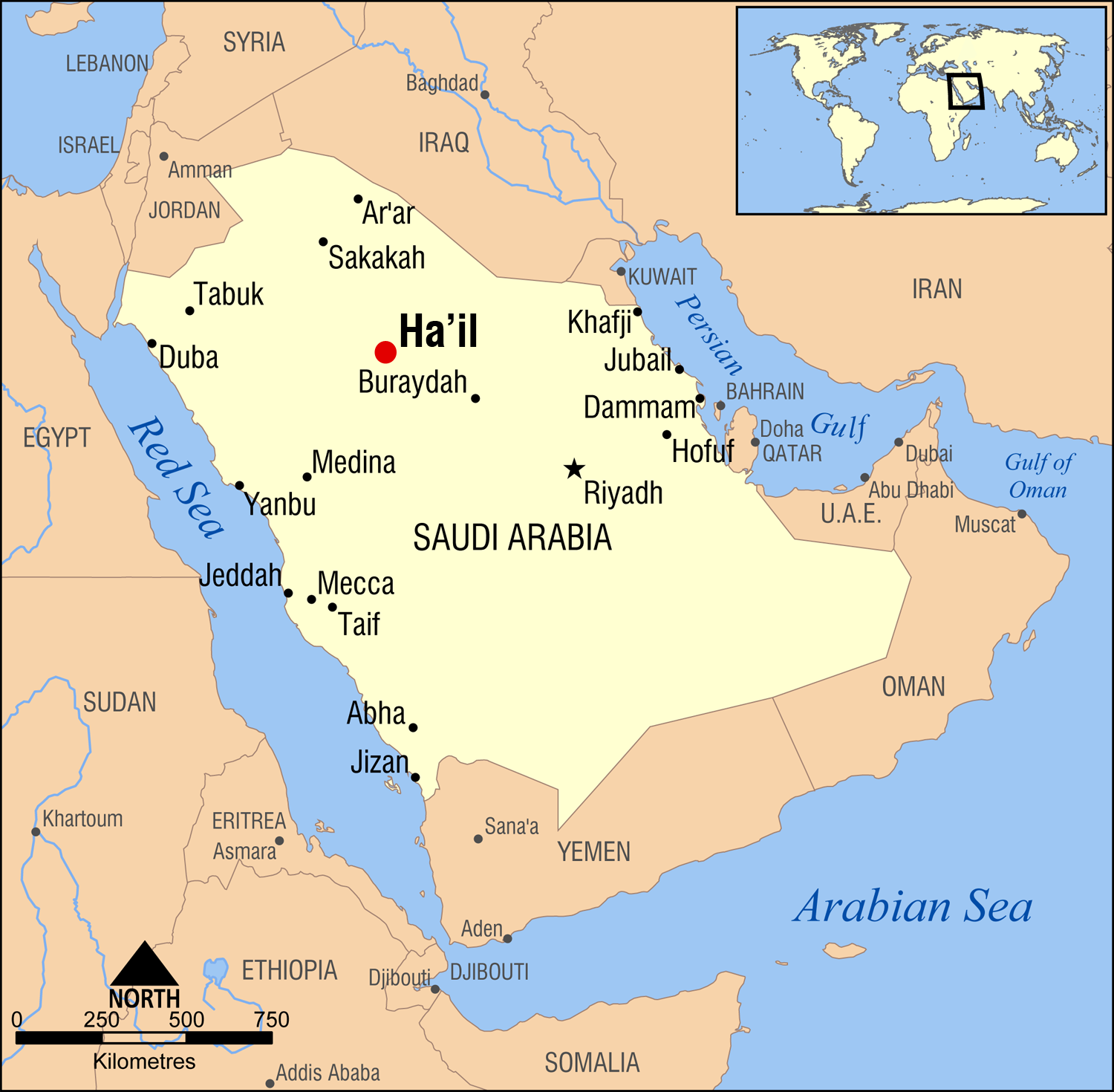
Hails läge i Saudiarabien.

Hail (arabiska: حَائِل) är en oasstad i Saudiarabien, mitt på den Arabiska halvön, cirka 640 kilometer nordväst om huvudstaden Riyadh. Staden är administrativ huvudort för provinsen med samma namn, och hade 310 897 invånare vid folkräkningen 2010. Den ligger vid pilgrimsvägen mellan Bagdad och Mecka, och har en gammal stadsmur med befästningar.